# Maria Helena Cardoso (baloncestista)
Maria Helena Cardoso (Descalvado, 13 de marzo de 1940) es una exjugadora de baloncesto brasileña y técnico de la misma disciplina. Fue la primera mujer en dirigir una Selección femenina de baloncesto de Brasil.

## Carrera

### Como jugadora
Al igual que sus tres hermanas, Maria Elena jugó baloncesto en el Esporte Clube XV de Novembro o XV de Piracicaba, donde participó durante casi dos décadas. Se destacó también en la selección nacional, donde permaneció durante dieciséis años. Sus mayores logros fueron la medalla de oro en los Juegos Panamericanos de 1971 en Cali, Colombia, y la medalla de plata en los Juegos Panamericanos de 1959 en Chicago y en los Juegos Panamericanos de 1963 en São Paulo; además, obtuvo la medalla de bronce en el Campeonato Mundial de Baloncesto realizado en São Paulo en 1971. Finalizó su carrera como jugadora al año siguiente.

### Como entrenadora
Graduada en educación física, comenzó a trabajar en el XV de Piracicaba con escolares y participó en varios campeonatos regionales. En 1984 debutó en el ámbito profesional al asumir la dirección técnica de la Universidad Metodista de Piracicaba; además, conquistó diversos títulos brasileños, sudamericanos y mundiales.

### Selección brasileña
Llegó a la selección femenina brasileña de baloncesto en 1986. Al año siguiente, ganó la medalla de plata en los Juegos Panamericanos de Indianápolis en 1987. En 1991, dirigió el equipo liderado por Magic Paula y Hortência que alcanzó la medalla de oro en los Juegos Panamericanos de 1991 en La Habana, venciendo a la selección cubana en la final. Ese mismo año, la selección alcanzó una inédita clasificación a los Juegos Olímpicos de Barcelona 1992, instancia en la que el equipo alcanzaría el séptimo lugar. Después de esta competencia, abandonó la selección.